# Eparchia di Stavropol'

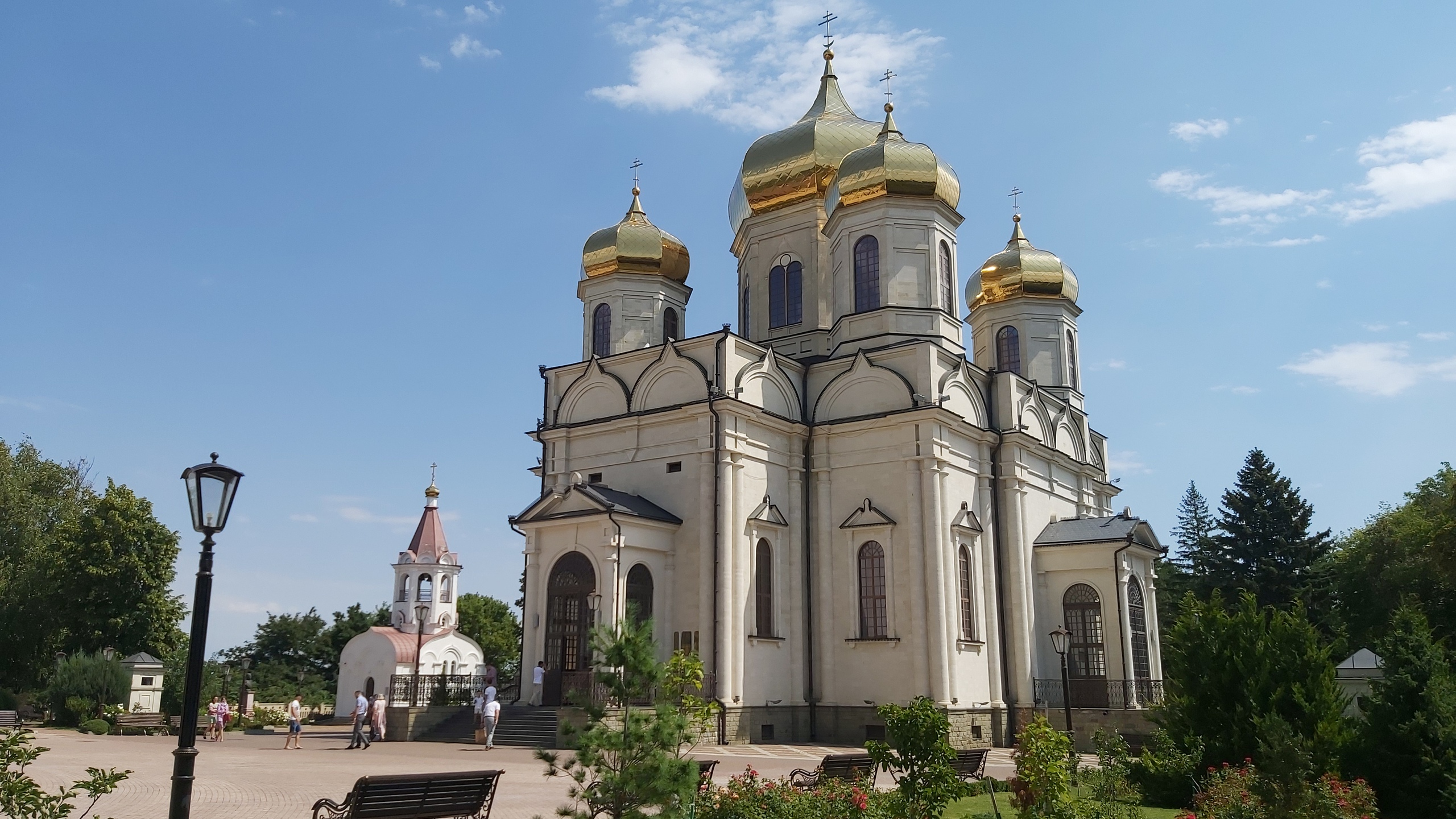
La cattedrale della Madonna di Kazan di Stavropol'.

L'eparchia di Stavropol' (in russo Ставропольская епархия?) è una diocesi della Chiesa ortodossa russa, appartenente alla metropolia di Stavropol'.

## Territorio
L'eparchia comprende le città di Stavropol' e Nevinnomyssk e i rajon Špakovskij, Gračëvskij, Izobil'nenskij, Trunovskij, Novoaleksandrovskij, Krasnogvardejskij, Kočubeevskij, Andropovskij, Petrovskij, Turkmenskij, Ipatovskij e Apanasenkovskij nel territorio di Stavropol' nel Circondario federale del Caucaso Settentrionale.
Sede eparchiale è la città di Stavropol', dove si trova la cattedrale della Madonna di Kazan.
L'eparca ha il titolo ufficiale di «metropolita di Stavropol' e Nevinnomyssk».

## Storia
L'eparchia fu eretta nel 1842 (o secondo altre fonti nel 1843) per separazione dall'eparchia di Astrachan'. Nel 1919 cedette una parte del suo ampio territorio per l'erezione dell'eparchia di Ekaterinodar. Durante i primi decenni dell'epoca sovietica, la diocesi subì la persecuzione del regime e di fatto l'eparchia rimase inattiva negli anni 1936-1943. La rinascita postbellica della vita ecclesiale nella diocesi è associata al nome del metropolita Antoni Romanovsky (1943-1962): sotto di lui furono aperte alcune chiese e il seminario teologico di Stavropol'.
Il 28 dicembre 1998 cedette una porzione di territorio a vantaggio dell'erezione dell'eparchia di Baku, che comprendeva il Daghestan e l'Azerbaigian. Il 22 maggio 2011 cedette altre porzioni di territorio a vantaggio dell'erezione delle eparchie di Pjatigorsk e di Vladikavkaz.
Un'ulteriore decurtazione territoriale fu decisa dal Santo Sinodo della Chiesa ortodossa russa il 7 giugno 2012, con l'erezione dell'eparchia di Georgievsk. Contestualmente entrò a far parte della metropolia di Stavropol'.